# Sassacus
Sassacus, el nom del qual prové de Sassakasu "sense por" (Oroton, Connecticut, 1560-campament mohawk, 1637) fou el cap dels pequot, molt temut entre les altres tribus de la zona perquè afirmava tenir poders sobrenaturals. Va cometre alguns ultratges als blancs en venjança d'altres que aquests havien comès. I amb l'excusa d'haver mort un comerciant de Boston a Black Island l'estiu del 1636, el 1637 els bostonians organitzaren una expedició punitiva dirigida per John Mason, que cremaren Fort Mystic. Escapà amb alguns guerrers i fou mort per mohawks.